# Кадис (Калифорния)
Кади́с /kəˈdiz/ или Ке́йдис /ˈkeɪdɪs/ — невключённая территория на юго-востоке штата Калифорния, США. Является частью округа Сан-Бернардино. Территория расположена в пустыне Мохаве, к югу от Мраморных гор и северо-восточнее гор Sheep Hole.

## История
Поселению было дано название Кейдис в 1883 году Льюисом Кингманом (Lewis Kingman), местным инженером компании «Железная дорога Атлантического и Тихого океанов»en.

## Транспорт
Через Кадис проходит железнодорожная линия компании BNSF Railway (бывшая компания Железная Дорога Санта-Фе), ветка идущая от Лос-Анджелеса до Чикаго.
Вторая железнодорожная линия, проходящая через поселение, это ветка компании : Железная Дорога Аризоны и Калифорнииen — это бывшая ветка компании Железная Дорога Санта-Фе от Финикса (штат Аризона), до Блайта (штат Калифорния). В сентябре 2013 года компания решила воссоздать исторический маршрут от Кадиса до города Паркер (штат Аризона). В качестве локомотива будет использоваться паровоз Санта-Фе 3751, так же для этого будет построена новая станция.
На расстоянии 5 км севернее Кадиса расположен город Чемблесс (Chambless), через который проходит легендарная Трасса 66. Чемблесс и Кадис соединяет дорога Cadiz Rd.
Кадис располагает взлётной полосой под именем «Кадис» (CA90, (GNIS) ID 239977). Она расположена у юго-западной границы поселения и имеет одну полосу длиной 1,6 км.

## Галерея

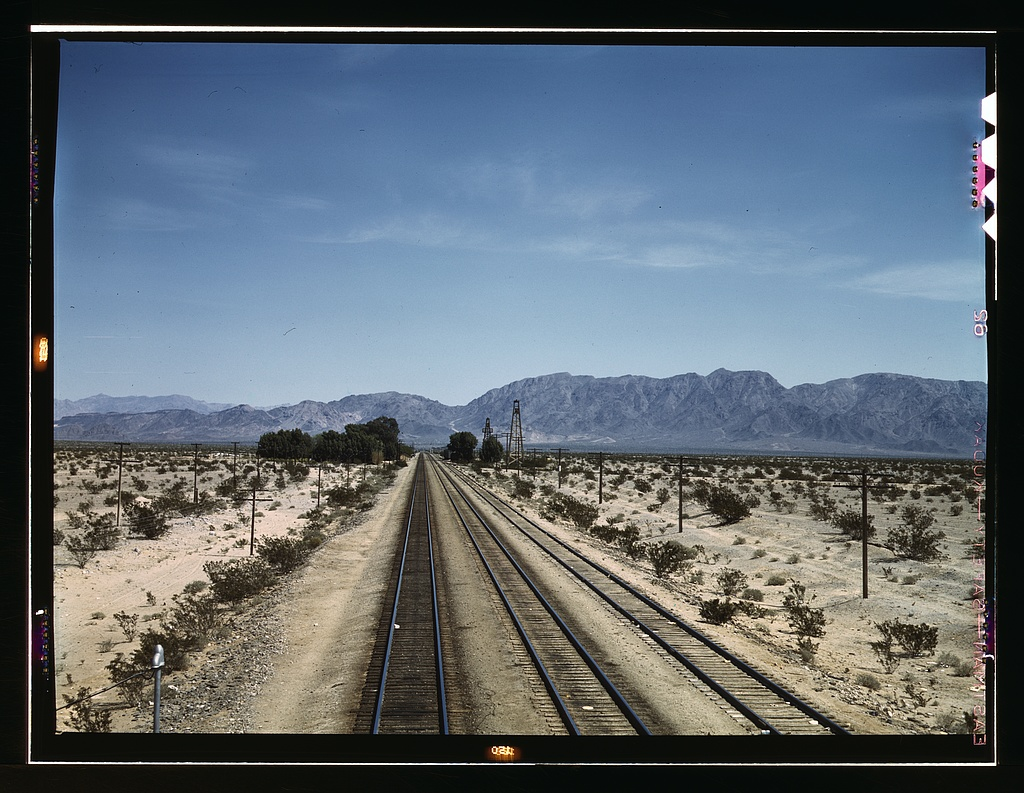
Линия Железной Дороги Санта-Фе
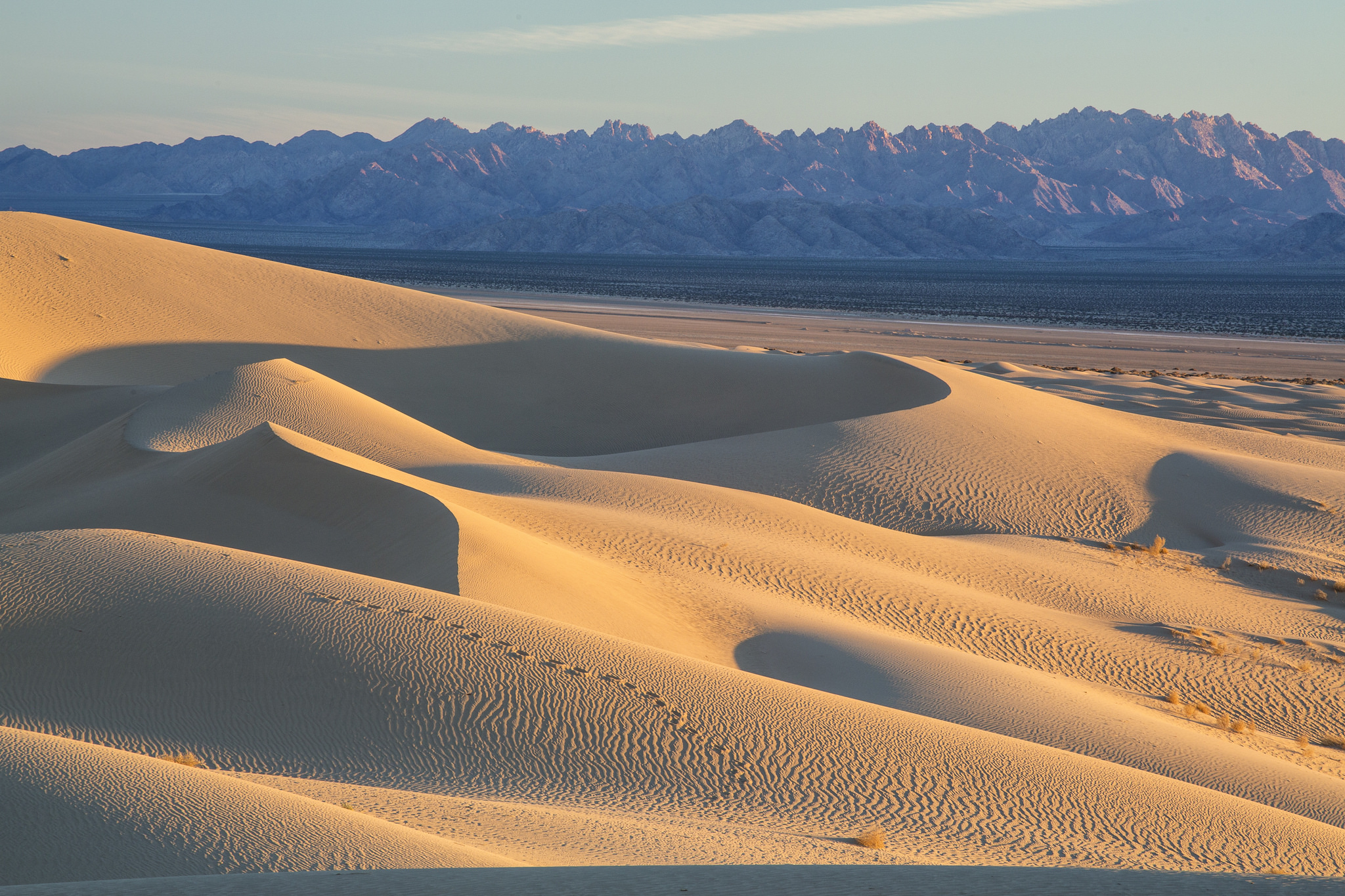
Дюны пустыни Мохаве
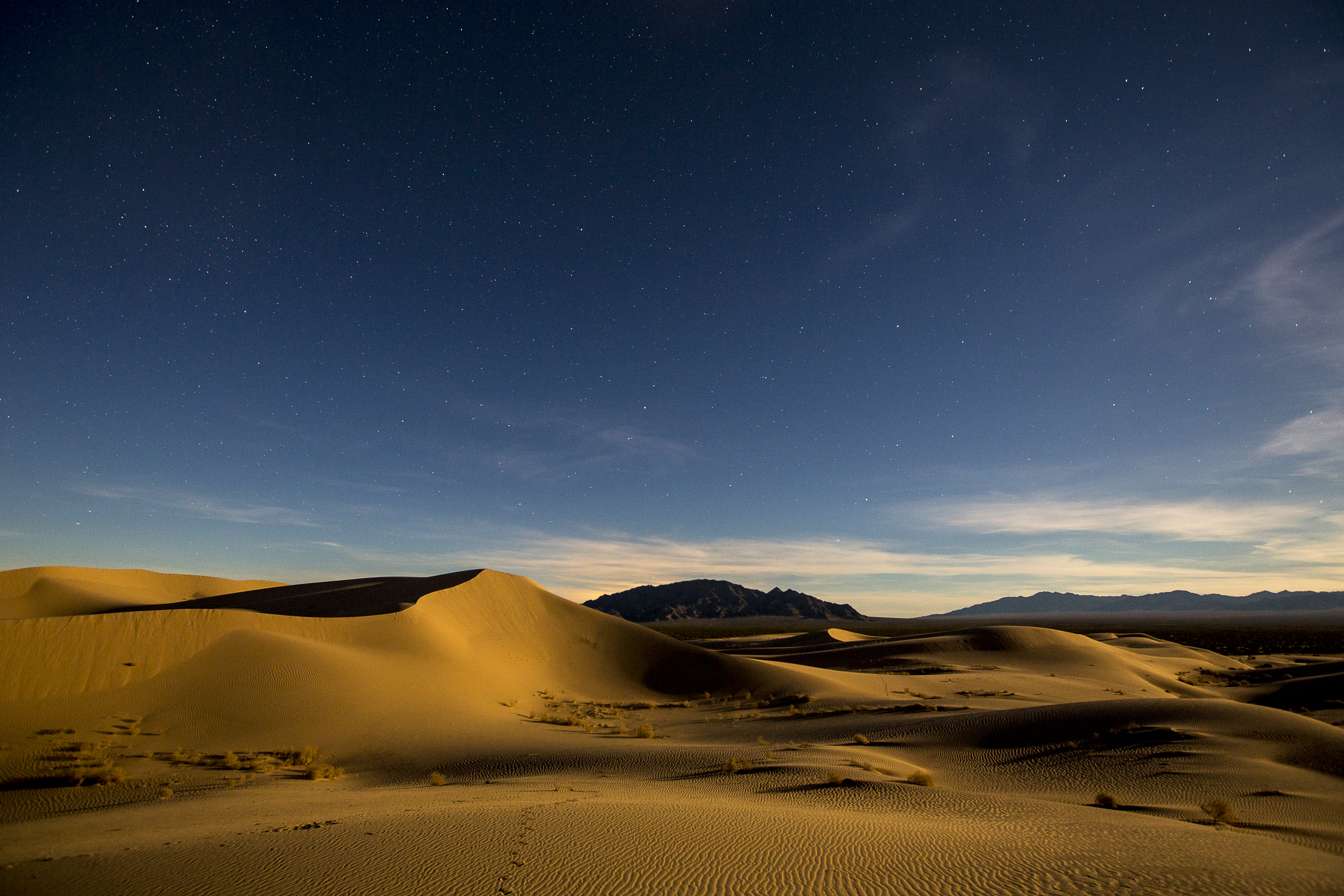
Следы диких зверей
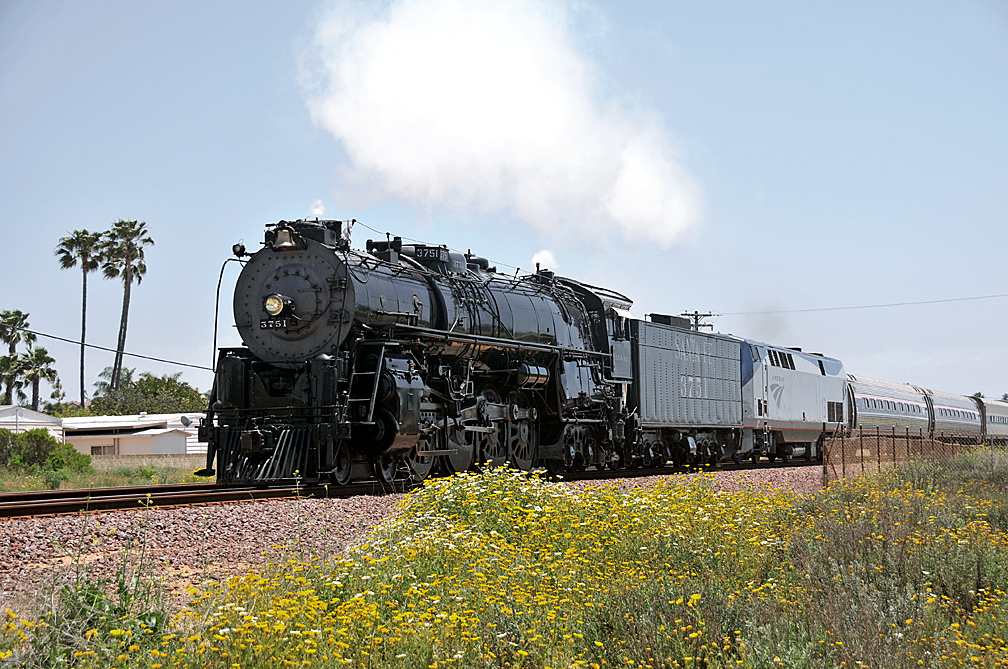
Санта-Фе 3751